# 杜贾尔
杜贾尔或称杜贾尔村（33°51′N 44°14′E / 33.850°N 44.233°E，阿拉伯语：‎）是伊拉克北部的一个什叶派聚居的城镇，位于伊拉克首都巴格达北约40英里，这里在1982年发生了杜贾尔村屠杀。2015年时，约有100,000居民。行政上属萨拉赫丁省杜贾尔县。